# Al desierto
Al desierto es una película coproducción de Argentina y Chile estrenada el 30 de noviembre de 2017 coescrita y dirigida por Ulises Rosell y protagonizada por Valentina Bassi. Según el ranking de espectadores de películas nacionales, 3747 personas la han visto.

## Sinopsis
Julia es una empleada del casino de Comodoro Rivadavia (Argentina). Debido al contexto precario que le rodea, acepta un puesto administrativo en la petrolera donde trabaja Gwynfor, un descendiente galés. Para cuando advierte el engaño ya se encuentran en el desierto en el medio de una ardua travesía a pie por la Patagonia.

## Reparto
- Valentina Bassi como Julia.
- Jorge Sesán cómo Gwynfor.
- Alejandro Goic como Comisario Prieto.
- Gastón Salgado cómo Ahumada, asistente de Prieto.

## Premios y nominaciones

### Premios Cóndor de Plata
Dichos premios serán entregados por la Asociación de Cronistas Cinematográficos de la Argentina en  2018.
| Año  | Categoría    | Candidato       | Resultado                                    |
| ---- | ------------ | --------------- | -------------------------------------------- |
| 2018 | Mejor Actriz | Valentina Bassi | Nominada. Resultó ganadora Sofía Castiglioni |